# Mynes websteri
Mynes websteri är en fjärilsart som beskrevs av Smith 1894. Mynes websteri ingår i släktet Mynes och familjen praktfjärilar. Inga underarter finns listade i Catalogue of Life.